# Coppa del Mondo di sci alpino 1985
La Coppa del Mondo di sci alpino 1985 fu la diciannovesima edizione della manifestazione organizzata dalla Federazione Internazionale Sci; nel corso della stagione si tennero a Bormio i Campionati mondiali di sci alpino 1985, non validi ai fini della Coppa del Mondo, il cui calendario contemplò dunque un'interruzione durante il mese di febbraio.
La stagione maschile ebbe inizio il 2 dicembre 1984 a Sestriere, in Italia, e si concluse il 23 marzo 1985 a Heavenly Valley, negli Stati Uniti; furono disputate 36 gare (10 discese libere, 5 supergiganti, 6 slalom giganti, 10 slalom speciali, 5 combinate), in 17 diverse località. Il lussemburghese Marc Girardelli si aggiudicò sia la Coppa del Mondo generale, sia quelle di slalom gigante e di slalom speciale; l'austriaco Helmut Höflehner vinse la Coppa di discesa libera. Lo svizzero Pirmin Zurbriggen era il detentore uscente della Coppa generale.
La stagione femminile ebbe inizio il 1º dicembre 1984 a Courmayeur, in Italia, e si concluse il 22 marzo 1985 a Heavenly Valley, negli Stati Uniti; furono disputate 33 gare (8 discese libere, 4 supergiganti, 7 slalom giganti, 10 slalom speciali, 4 combinate), in 16 diverse località. La svizzera Michela Figini si aggiudicò sia la Coppa del Mondo generale, sia quella di discesa libera; la tedesca occidentale Marina Kiehl vinse la Coppa di slalom gigante, la svizzera Erika Hess vinse la Coppa di slalom speciale. La Hess era la detentrice uscente della Coppa generale.

## Uomini

### Risultati
| Data             | Località                    | Nazione         | Pista                          | Spec. | Primo                    | Secondo              | Terzo                       |
| ---------------- | --------------------------- | --------------- | ------------------------------ | ----- | ------------------------ | -------------------- | --------------------------- |
| 2 dicembre 1984  | Sestriere                   | Italia          |                                | SL    | Marc Girardelli          | Jonas Nilsson        | Paolo De Chiesa             |
| 7 dicembre 1984  | Puy-Saint-Vincent           | Francia         |                                | SG    | Pirmin Zurbriggen        | Marc Girardelli      | Thomas Bürgler              |
| 8 dicembre 1984  | Puy-Saint-Vincent           | Francia         |                                | GS    | Roberto Erlacher         | Martin Hangl         | Richard Pramotton           |
| 10 dicembre 1984 | Sestriere                   | Italia          |                                | SL    | Pirmin Zurbriggen        | Paolo De Chiesa      | Ivano Edalini               |
| 11 dicembre 1984 | Sestriere                   | Italia          |                                | GS    | Marc Girardelli          | Markus Wasmeier      | Max Julen                   |
| 15 dicembre 1984 | Val Gardena                 | Italia          | Saslong                        | DH    | Helmut Höflehner         | Conradin Cathomen    | Peter Wirnsberger           |
| 16 dicembre 1984 | Madonna di Campiglio        | Italia          | 3-Tre                          | SL    | Bojan Križaj             | Andreas Wenzel       | Petăr Popangelov            |
| 17 dicembre 1984 | Madonna di Campiglio        | Italia          | 3-Tre                          | SG    | Marc Girardelli          | Pirmin Zurbriggen    | Martin Hangl                |
| 17 dicembre 1984 | Madonna di Campiglio        | Italia          | 3-Tre                          | KB    | Andreas Wenzel           | Thomas Stangassinger | Max Julen                   |
| 4 gennaio 1985   | Bad Wiessee                 | Germania Ovest  |                                | SL    | Marc Girardelli          | Florian Beck         | Ingemar Stenmark            |
| 6 gennaio 1985   | La Mongie                   | Francia         |                                | SL    | Andreas Wenzel           | Jonas Nilsson        | Paul Frommelt               |
| 8 gennaio 1985   | Schladming                  | Austria         |                                | GS    | Thomas Bürgler           | Marc Girardelli      | Martin Hangl                |
| 11 gennaio 1985  | Kitzbühel                   | Austria         | Streif                         | DH    | Pirmin Zurbriggen        | Franz Heinzer        | Peter Wirnsberger           |
| 11 gennaio 1985  | Puy-Saint-Vincent Kitzbühel | Francia Austria | ? Streif                       | KB    | Pirmin Zurbriggen        | Franz Heinzer        | Andreas Wenzel              |
| 12 gennaio 1985  | Kitzbühel                   | Austria         | Streif                         | DH    | Pirmin Zurbriggen        | Helmut Höflehner     | Todd Brooker                |
| 13 gennaio 1985  | Kitzbühel                   | Austria         | Ganslern                       | SL    | Marc Girardelli          | Oswald Tötsch        | Bojan Križaj                |
| 13 gennaio 1985  | Kitzbühel                   | Austria         | Streif Ganslern                | KB    | Andreas Wenzel           | Franz Heinzer        | Gérard Rambaud              |
| 15 gennaio 1985  | Adelboden                   | Svizzera        | Chuenisbärgli                  | GS    | Hans Enn                 | Hubert Strolz        | Richard Pramotton           |
| 19 gennaio 1985  | Wengen                      | Svizzera        | Lauberhorn                     | DH    | Helmut Höflehner         | Franz Heinzer        | Peter Wirnsberger           |
| 20 gennaio 1985  | Wengen                      | Svizzera        | Lauberhorn                     | DH    | Peter Wirnsberger        | Peter Lüscher        | Peter Müller                |
| 21 gennaio 1985  | Wengen                      | Svizzera        | Männlichen/Jungfrau            | SL    | Marc Girardelli          | Ingemar Stenmark     | Paul Frommelt               |
| 21 gennaio 1985  | Wengen                      | Svizzera        | Lauberhorn Männlichen/Jungfrau | KB    | Michel Vion              | Peter Roth           | Peter Lüscher               |
| 26 gennaio 1985  | Garmisch-Partenkirchen      | Germania Ovest  | Kandahar                       | DH    | Helmut Höflehner         | Peter Müller         | Anton Steiner               |
| 27 gennaio 1985  | Garmisch-Partenkirchen      | Germania Ovest  | Kandahar                       | SG    | Marc Girardelli          | Andreas Wenzel       | Hans Stuffer                |
| 27 gennaio 1985  | Garmisch-Partenkirchen      | Germania Ovest  | Kandahar                       | KB    | Peter Müller             | Peter Lüscher        | Franz Heinzer               |
| 14 febbraio 1985 | Bad Kleinkirchheim          | Austria         |                                | DH    | Karl Alpiger             | Peter Müller         | Stefan Niederseer           |
| 15 febbraio 1985 | Kranjska Gora               | Jugoslavia      | Podkoren                       | GS    | Thomas Bürgler           | Pirmin Zurbriggen    | Marc Girardelli             |
| 16 febbraio 1985 | Kranjska Gora               | Jugoslavia      | Podkoren                       | SL    | Marc Girardelli          | Ingemar Stenmark     | Paul Frommelt Jonas Nilsson |
| 2 marzo 1985     | Furano                      | Giappone        |                                | DH    | Todd Brooker             | Sepp Wildgruber      | Bruno Kernen                |
| 3 marzo 1985     | Furano                      | Giappone        |                                | SG    | Steven Lee Daniel Mahrer |                      | Brian Stemmle               |
| 9 marzo 1985     | Aspen                       | Stati Uniti     |                                | DH    | Peter Müller             | Karl Alpiger         | Sepp Wildgruber             |
| 10 marzo 1985    | Aspen                       | Stati Uniti     |                                | GS    | Marc Girardelli          | Ingemar Stenmark     | Max Julen                   |
| 16 marzo 1985    | Panorama                    | Canada          |                                | DH    | Peter Müller             | Daniel Mahrer        | Helmut Höflehner            |
| 17 marzo 1985    | Panorama                    | Canada          |                                | SG    | Pirmin Zurbriggen        | Roberto Erlacher     | Thomas Bürgler              |
| 20 marzo 1985    | Park City                   | Stati Uniti     |                                | SL    | Marc Girardelli          | Rok Petrovič         | Paul Frommelt               |
| 23 marzo 1985    | Heavenly Valley             | Stati Uniti     |                                | SL    | Marc Girardelli          | Paul Frommelt        | Robert Zoller               |

Legenda:

DH = discesa libera

SG = supergigante

GS = slalom gigante

SL = slalom speciale

KB = combinata

### Classifiche

#### Generale

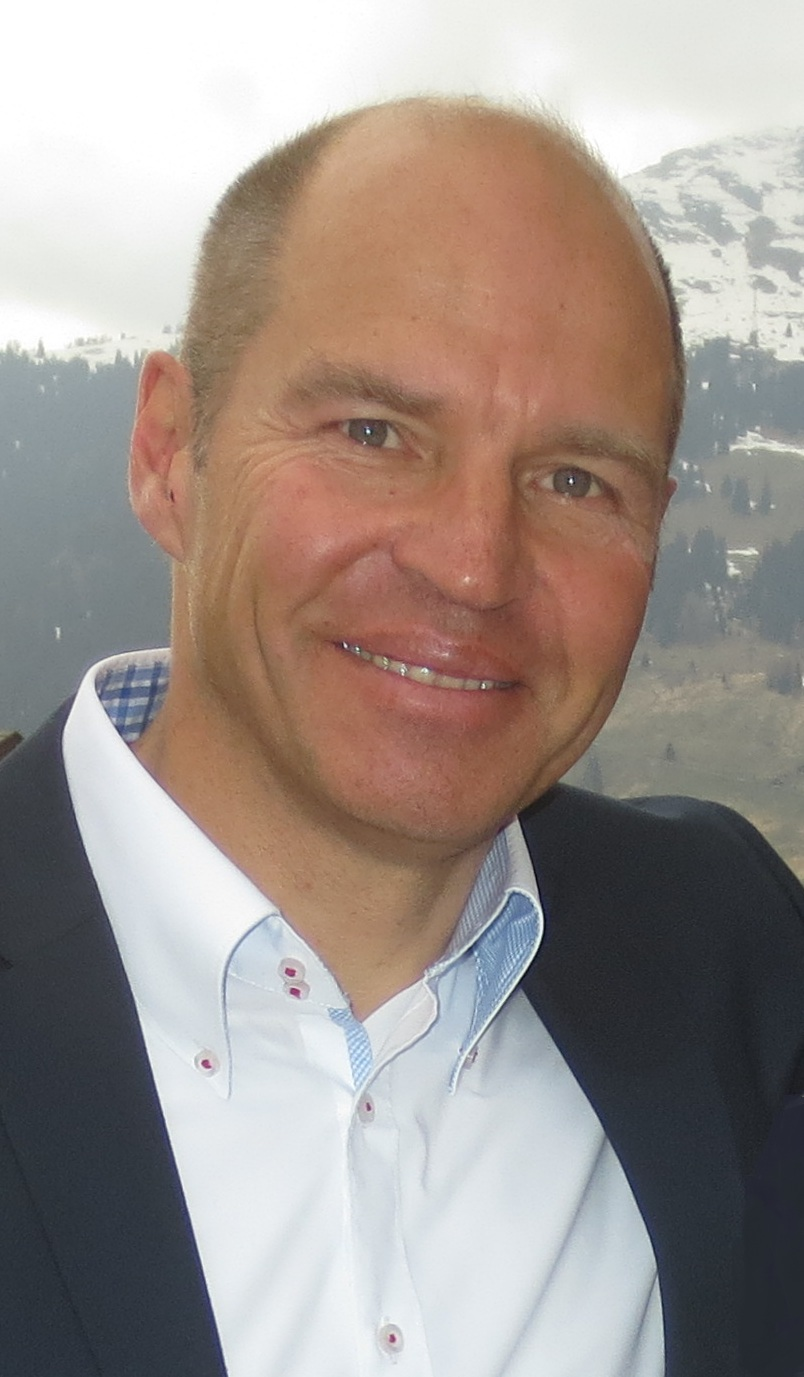
Marc Girardelli nel 2014

| Pos. | Nome              | Nazione        | Punti |
| ---- | ----------------- | -------------- | ----- |
| 1    | Marc Girardelli   | Lussemburgo    | 262   |
| 2    | Pirmin Zurbriggen | Svizzera       | 244   |
| 3    | Andreas Wenzel    | Liechtenstein  | 172   |
| 4    | Peter Müller      | Svizzera       | 156   |
| 5    | Franz Heinzer     | Svizzera       | 137   |
| 6    | Ingemar Stenmark  | Svezia         | 135   |
| 7    | Thomas Bürgler    | Svizzera       | 131   |
| 8    | Helmut Höflehner  | Austria        | 116   |
| 9    | Peter Wirnsberger | Austria        | 111   |
| 10   | Bojan Križaj      | Jugoslavia     | 101   |
| 10   | Daniel Mahrer     | Svizzera       | 101   |
| 10   | Markus Wasmeier   | Germania Ovest | 101   |

#### Discesa libera
| Pos. | Nome              | Nazione  | Punti |
| ---- | ----------------- | -------- | ----- |
| 1    | Helmut Höflehner  | Austria  | 110   |
| 2    | Peter Müller      | Svizzera | 105   |
| 3    | Karl Alpiger      | Svizzera | 80    |
| 3    | Peter Wirnsberger | Austria  | 80    |
| 5    | Pirmin Zurbriggen | Svizzera | 79    |

#### Slalom gigante
| Pos. | Nome              | Nazione     | Punti |
| ---- | ----------------- | ----------- | ----- |
| 1    | Marc Girardelli   | Lussemburgo | 120   |
| 2    | Pirmin Zurbriggen | Svizzera    | 102   |
| 3    | Thomas Bürgler    | Svizzera    | 90    |
| 4    | Roberto Erlacher  | Italia      | 73    |
| 5    | Martin Hangl      | Svizzera    | 69    |

#### Slalom speciale
| Pos. | Nome             | Nazione       | Punti |
| ---- | ---------------- | ------------- | ----- |
| 1    | Marc Girardelli  | Lussemburgo   | 125   |
| 2    | Paul Frommelt    | Liechtenstein | 80    |
| 3    | Ingemar Stenmark | Svezia        | 78    |
| 4    | Andreas Wenzel   | Liechtenstein | 75    |
| 5    | Paolo De Chiesa  | Italia        | 70    |

#### Combinata
Nel 1985 fu anche stilata la classifica della combinata, sebbene non venisse assegnato alcun trofeo al vincitore.
| Pos. | Nome            | Nazione        | Punti |
| ---- | --------------- | -------------- | ----- |
| 1    | Andreas Wenzel  | Liechtenstein  | 76    |
| 2    | Franz Heinzer   | Svizzera       | 55    |
| 3    | Peter Müller    | Svizzera       | 52    |
| 4    | Peter Lüscher   | Svizzera       | 39    |
| 5    | Markus Wasmeier | Germania Ovest | 32    |

## Donne

### Risultati
| Data             | Località                                   | Nazione         | Pista      | Spec. | Prima                  | Seconda            | Terza                    |
| ---------------- | ------------------------------------------ | --------------- | ---------- | ----- | ---------------------- | ------------------ | ------------------------ |
| 1º dicembre 1984 | Courmayeur                                 | Italia          |            | SL    | Perrine Pelen          | Maria Epple        | Paoletta Magoni          |
| 6 dicembre 1984  | Puy-Saint-Vincent                          | Francia         |            | DH    | Zoë Haas               | Marina Kiehl       | Irene Epple              |
| 8 dicembre 1984  | Davos                                      | Svizzera        |            | SG    | Traudl Hächer          | Maria Walliser     | Marina Kiehl             |
| 9 dicembre 1984  | Davos                                      | Svizzera        |            | SL    | Christelle Guignard    | Erika Hess         | Hélène Barbier           |
| 9 dicembre 1984  | Davos                                      | Svizzera        |            | KB    | Brigitte Oertli        | Erika Hess         | Traudl Hächer            |
| 14 dicembre 1984 | Madonna di Campiglio                       | Italia          | 3-Tre      | SL    | Dorota Tlałka          | Brigitte Gadient   | Christelle Guignard      |
| 15 dicembre 1984 | Madonna di Campiglio                       | Italia          | 3-Tre      | GS    | Marina Kiehl           | Maria Walliser     | Zoë Haas                 |
| 17 dicembre 1984 | Santa Caterina Valfurva                    | Italia          | Cevedale   | GS    | Vreni Schneider        | Tamara McKinney    | Maria Epple              |
| 21 dicembre 1984 | Santa Caterina Valfurva                    | Italia          | Cevedale   | DH    | Elisabeth Kirchler     | Veronika Vitzthum  | Katrin Gutensohn         |
| 4 gennaio 1985   | Maribor                                    | Jugoslavia      |            | GS    | Michela Figini         | Vreni Schneider    | Blanca Fernández Ochoa   |
| 5 gennaio 1985   | Maribor                                    | Jugoslavia      |            | SL    | Tamara McKinney        | Olga Charvátová    | Brigitte Gadient         |
| 9 gennaio 1985   | Bad Kleinkirchheim                         | Austria         |            | DH    | Michela Figini         | Brigitte Oertli    | Ariane Ehrat             |
| 9 gennaio 1985   | Santa Caterina Valfurva Bad Kleinkirchheim | Italia Austria  | Cevedale ? | KB    | Michela Figini         | Marina Kiehl       | Maria Walliser           |
| 10 gennaio 1985  | Bad Kleinkirchheim                         | Austria         |            | DH    | Michela Figini         | Brigitte Oertli    | Maria Walliser           |
| 11 gennaio 1985  | Bad Kleinkirchheim                         | Austria         |            | SL    | Christelle Guignard    | Maria Rosa Quario  | Erika Hess               |
| 11 gennaio 1985  | Bad Kleinkirchheim                         | Austria         |            | KB    | Brigitte Oertli        | Maria Walliser     | Olga Charvátová          |
| 13 gennaio 1985  | Pfronten                                   | Germania Ovest  |            | SG    | Michela Figini         | Marina Kiehl       | Maria Walliser           |
| 14 gennaio 1985  | Pfronten                                   | Germania Ovest  |            | SL    | Paoletta Magoni        | Brigitte Oertli    | Daniela Zini             |
| 20 gennaio 1985  | Saint-Gervais-les-Bains                    | Francia         |            | DH    | Michela Figini         | Catherine Quittet  | Claudine Emonet          |
| 21 gennaio 1985  | Saint-Gervais-les-Bains                    | Francia         |            | GS    | Michela Figini         | Elisabeth Kirchler | Anne-Flore Rey           |
| 25 gennaio 1985  | Arosa                                      | Svizzera        |            | SL    | Maria Epple            | Tamara McKinney    | Erika Hess               |
| 26 gennaio 1985  | Arosa                                      | Svizzera        |            | SG    | Marina Kiehl           | Eva Twardokens     | Michela Figini           |
| 2 marzo 1985     | Vail                                       | Stati Uniti     |            | DH    | Katrin Gutensohn       | Brigitte Oertli    | Maria Walliser           |
| 3 marzo 1985     | Vail                                       | Stati Uniti     |            | GS    | Blanca Fernández Ochoa | Maria Walliser     | Zoë Haas Vreni Schneider |
| 8 marzo 1985     | Banff                                      | Canada          |            | DH    | Maria Walliser         | Michela Figini     | Laurie Graham            |
| 8 marzo 1985     | Arosa Banff                                | Svizzera Canada |            | KB    | Michela Figini         | Olga Charvátová    | Maria Walliser           |
| 9 marzo 1985     | Banff                                      | Canada          |            | DH    | Laurie Graham          | Michela Figini     | Maria Walliser           |
| 10 marzo 1985    | Banff                                      | Canada          |            | SG    | Marina Kiehl           | Michela Figini     | Brigitte Oertli          |
| 13 marzo 1985    | Lake Placid                                | Stati Uniti     |            | GS    | Diann Roffe            | Mateja Svet        | Marina Kiehl             |
| 16 marzo 1985    | Waterville Valley                          | Stati Uniti     |            | SL    | Tamara McKinney        | Maria Rosa Quario  | Anni Kronbichler         |
| 17 marzo 1985    | Waterville Valley                          | Stati Uniti     |            | GS    | Vreni Schneider        | Diann Roffe        | Traudl Hächer            |
| 19 marzo 1985    | Park City                                  | Stati Uniti     |            | SL    | Erika Hess             | Perrine Pelen      | Maria Rosa Quario        |
| 22 marzo 1985    | Heavenly Valley                            | Stati Uniti     |            | SL    | Erika Hess             | Perrine Pelen      | Małgorzata Tlałka        |

Legenda:

DH = discesa libera

SG = supergigante

GS = slalom gigante

SL = slalom speciale

KB = combinata

### Classifiche

#### Generale
| Pos. | Nome                   | Nazione        | Punti |
| ---- | ---------------------- | -------------- | ----- |
| 1    | Michela Figini         | Svizzera       | 259   |
| 2    | Brigitte Oertli        | Svizzera       | 218   |
| 3    | Maria Walliser         | Svizzera       | 197   |
| 4    | Erika Hess             | Svizzera       | 168   |
| 4    | Marina Kiehl           | Germania Ovest | 168   |
| 6    | Olga Charvátová        | Cecoslovacchia | 167   |
| 7    | Elisabeth Kirchler     | Austria        | 156   |
| 8    | Tamara McKinney        | Stati Uniti    | 139   |
| 9    | Vreni Schneider        | Svizzera       | 112   |
| 10   | Blanca Fernández Ochoa | Spagna         | 108   |

#### Discesa libera
| Pos. | Nome               | Nazione  | Punti |
| ---- | ------------------ | -------- | ----- |
| 1    | Michela Figini     | Svizzera | 115   |
| 2    | Maria Walliser     | Svizzera | 81    |
| 3    | Brigitte Oertli    | Svizzera | 76    |
| 4    | Laurie Graham      | Canada   | 73    |
| 5    | Elisabeth Kirchler | Austria  | 71    |

#### Slalom gigante
| Pos. | Nome            | Nazione        | Punti |
| ---- | --------------- | -------------- | ----- |
| 1    | Marina Kiehl    | Germania Ovest | 110   |
| 2    | Michela Figini  | Svizzera       | 110   |
| 3    | Vreni Schneider | Svizzera       | 88    |
| 4    | Maria Walliser  | Svizzera       | 87    |
| 5    | Traudl Hächer   | Germania Ovest | 71    |

#### Slalom speciale
| Pos. | Nome              | Nazione        | Punti |
| ---- | ----------------- | -------------- | ----- |
| 1    | Erika Hess        | Svizzera       | 100   |
| 2    | Tamara McKinney   | Stati Uniti    | 93    |
| 3    | Perrine Pelen     | Francia        | 89    |
| 4    | Maria Rosa Quario | Italia         | 75    |
| 5    | Maria Epple       | Germania Ovest | 67    |
| 5    | Brigitte Gadient  | Svizzera       | 67    |

#### Combinata
Nel 1985 fu anche stilata la classifica della combinata, sebbene non venisse assegnato alcun trofeo alla vincitrice.
| Pos. | Nome            | Nazione        | Punti |
| ---- | --------------- | -------------- | ----- |
| 1    | Brigitte Oertli | Svizzera       | 74    |
| 2    | Michela Figini  | Svizzera       | 60    |
| 3    | Maria Walliser  | Svizzera       | 50    |
| 4    | Olga Charvátová | Cecoslovacchia | 47    |
| 5    | Erika Hess      | Svizzera       | 44    |